# 庄内信販
庄内信販株式会社（しょうないしんぱん、Syonai Shinpan Co.,ltd.）は、かつて営業していた山形県鶴岡市に本社を置く、山形県庄内地域地盤のクレジットカード事業者であった。

## 概要
庄内地方を地盤とする信販会社であり、信用保証業務を行うと共に、JCBのフランチャイジーとして、クレジットカードの発行も行っていた。
2007年12月1日に荘内銀行グループの荘銀カードと合併した。
旧本社は、合併後の荘銀カードでは保証審査部として残され、後身企業であるフィデアカードに移行してからは、同社の山形営業部が同地に移転して使用している。

## 沿革
- 1976年4月 - 信用販売組合より組織変更して設立。
- 2007年12月1日 - 荘銀カードと合併して解散。

## クレジットカード
同社のクレジットカードは他のブランドとの提携をしておらず、庄内地域の同社加盟店でのみ利用できる。年会費無料。
後に、国際ブランド付きとして、JCBブランドのみ発行していた。荘銀カードに吸収合併された後は、同社が旧来から発行していたJCBのサービスレベルに統一した。

## 商品券
同社の商品券の絵柄は庄内の伝統美をイメージにしたもので、1,000円券は5種類・500円券は10種類と豊富にある。庄内地域のみで利用可能。

## 事業所
本社
- 山形県鶴岡市本町1-3-43

酒田支店
- 山形県酒田市千石町2-13-10